# Liste der Bodendenkmäler in Geslau
Auf dieser Seite sind die Bodendenkmäler in der mittelfränkischen Gemeinde Geslau zusammengestellt. Diese Tabelle ist eine Teilliste der Liste der Bodendenkmäler in Bayern. Grundlage ist die Bayerische Denkmalliste, die auf Basis des Bayerischen Denkmalschutzgesetzes vom 1. Oktober 1973 erstmals erstellt wurde und seither durch das Bayerische Landesamt für Denkmalpflege geführt wird. Die folgenden Angaben ersetzen nicht die rechtsverbindliche Auskunft der Denkmalschutzbehörde.

## Bodendenkmäler in Geslau
| Lage       | Objekt                                                                                | Akten-Nr.     | Bild |
| ---------- | ------------------------------------------------------------------------------------- | ------------- | ---- |
| (Standort) | Rothenburger Landhege.                                                                | D-5-6627-0087 |      |
| (Standort) | Freilandstation des Mesolithikums.                                                    | D-5-6627-0094 |      |
| (Standort) | Siedlung der Steinzeiten.                                                             | D-5-6627-0095 |      |
| (Standort) | Mesolithische Freilandstation.                                                        | D-5-6627-0096 |      |
| (Standort) | Freilandstation des Mesolithikums.                                                    | D-5-6627-0097 |      |
| (Standort) | Siedlung der Steinzeiten.                                                             | D-5-6627-0098 |      |
| (Standort) | Siedlung vorgeschichtlicher Zeitstellung.                                             | D-5-6627-0100 |      |
| (Standort) | Mittelalterliche und frühneuzeitliche Befunde im Bereich der Evang.-Luth. Pfarrkirche | D-5-6627-0279 |      |
| (Standort) | Freilandstation des Mesolithikums.                                                    | D-5-6628-0001 |      |
| (Standort) | Freilandstation des Mesolithikums.                                                    | D-5-6628-0002 |      |
| (Standort) | Bestattungsplatz vorgeschichtlicher Zeitstellung mit Grabhügeln.                      | D-5-6628-0076 |      |
| (Standort) | Mittelalterliche und frühneuzeitliche Befunde im Bereich der Evang.-Luth. Pfarrkirche | D-5-6628-0097 |      |